# شرطة الولاية

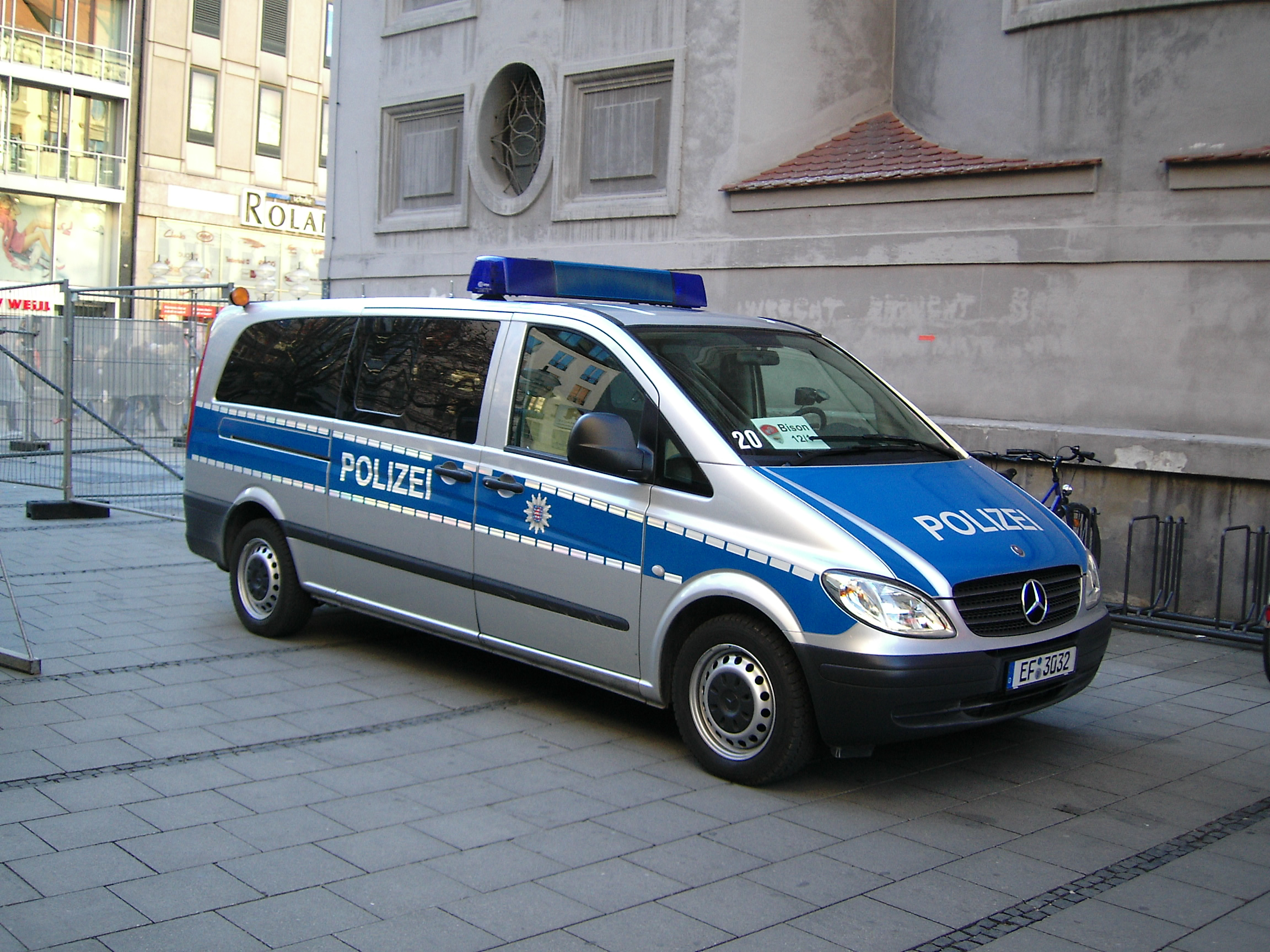
سيارة شرطة مرسيدس بنز الألمانية في إرفورت

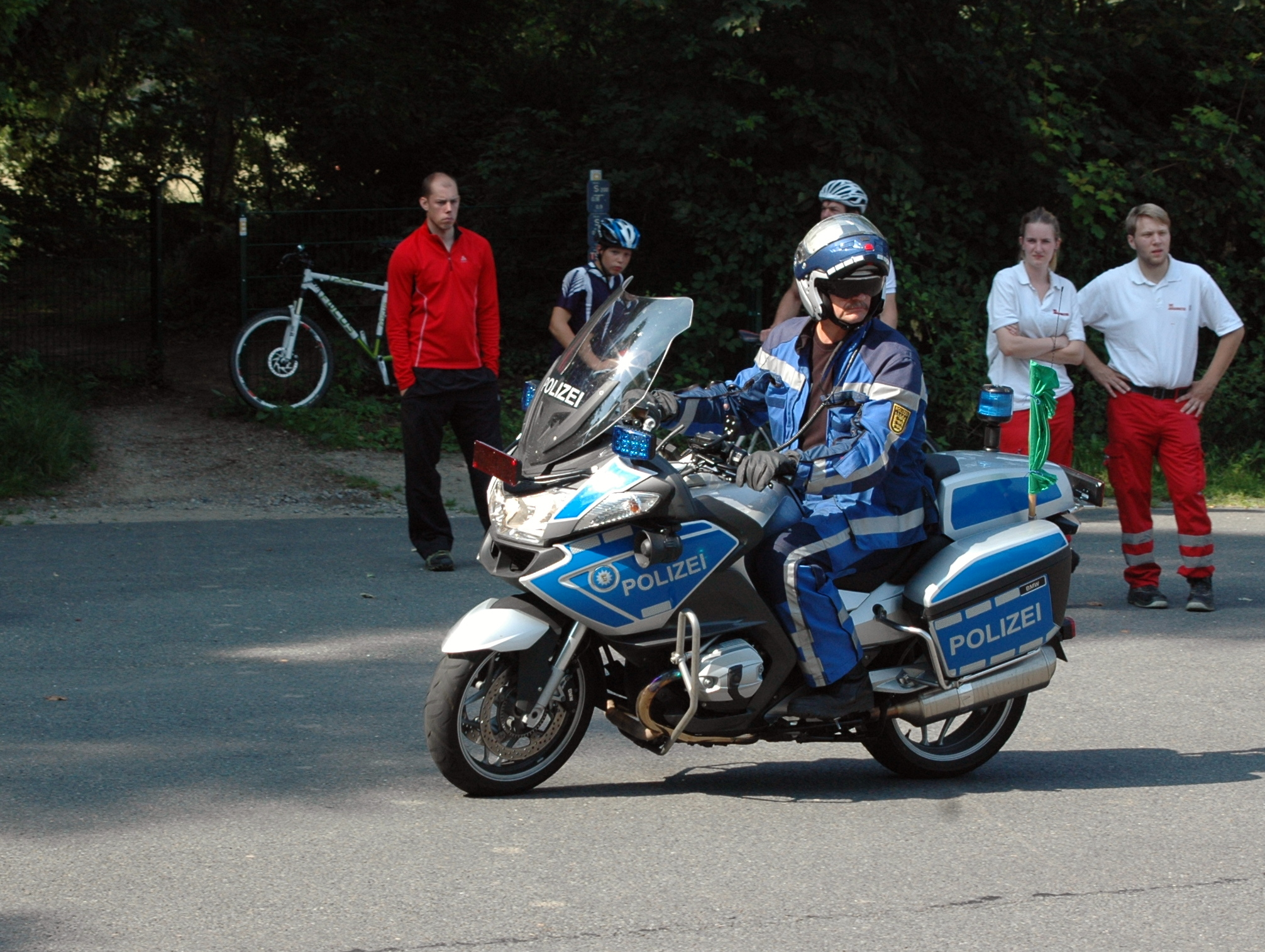
دراجة نارية لشرطة بادن فورتمبيرغ

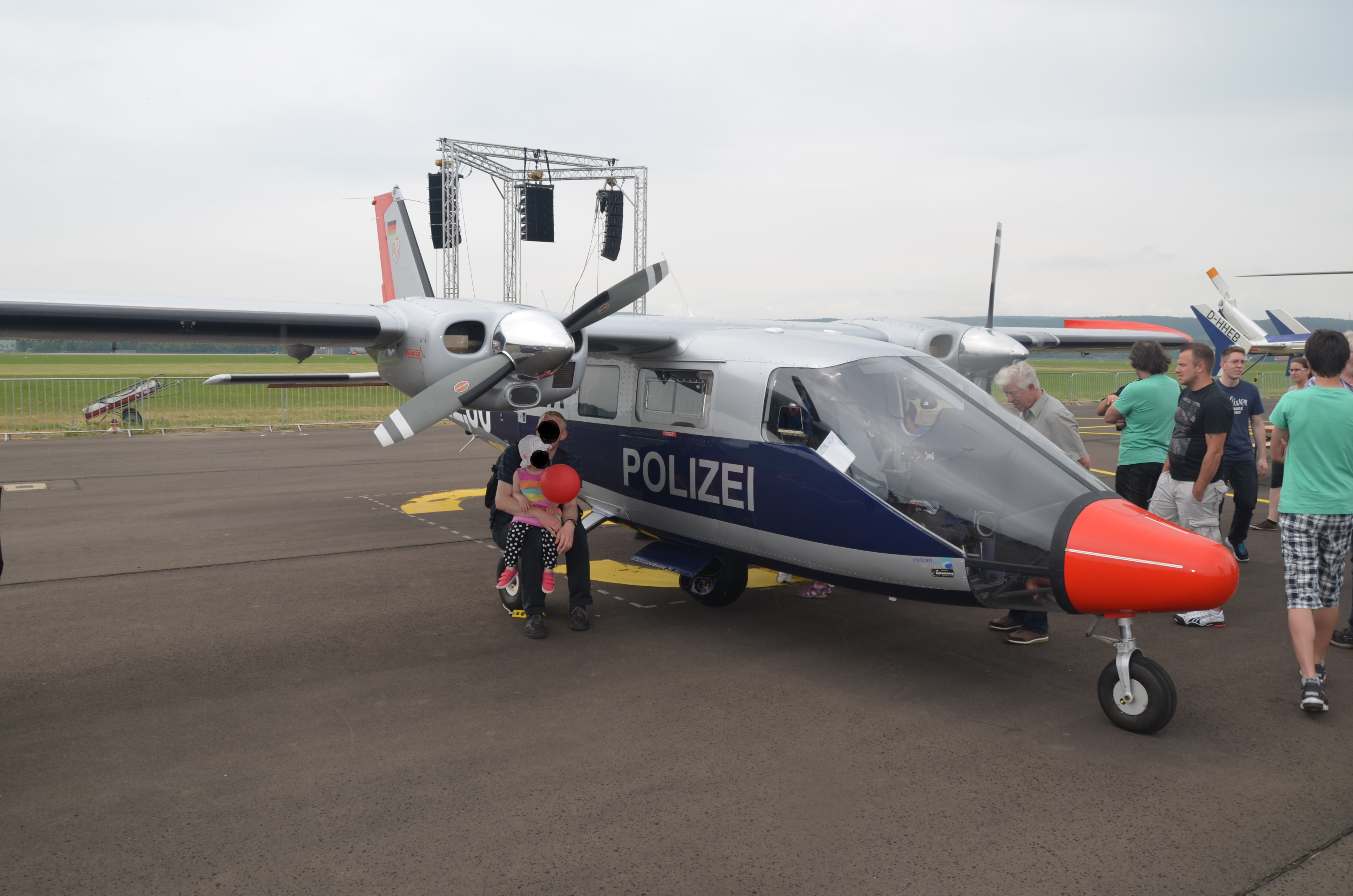
A Pulcanair P68 مراقب شرطة ولاية هيس

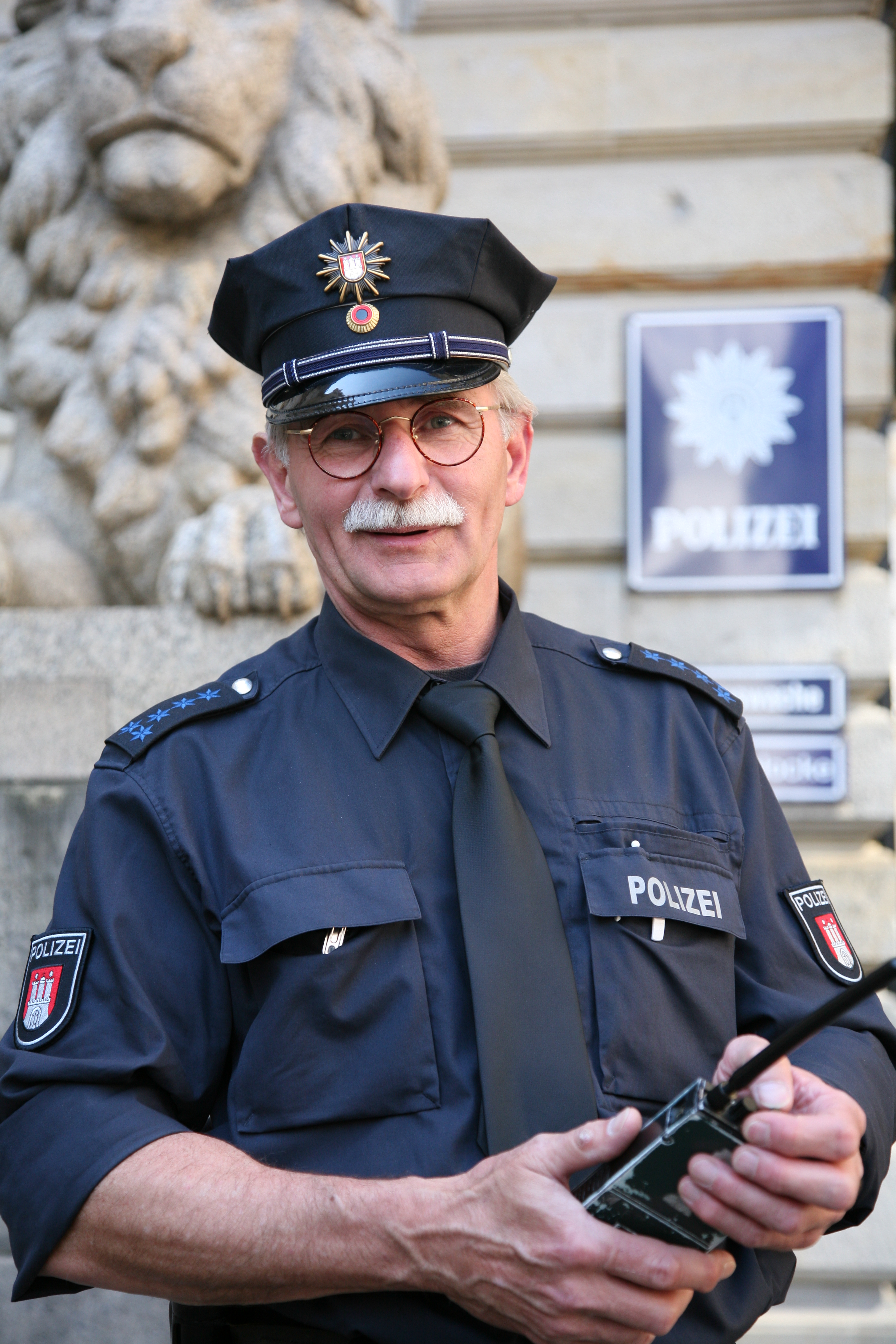
ضابط شرطة ألماني في هامبورغ

Landespolizei شرطة الولاية ( تُلفظ بالألمانية: [ˌlandəspoliˈt͡saɪ] ، لاندسبوليتساي) هو مصطلح يستخدم للإشارة إلى جميع أفراد الشرطة من أي ولاية من ولايات ألمانيا. 

## التاريخ
بعد الحرب العالمية الثانية، كان هناك أعداد هائلة من اللاجئين والمشردين والجوعى والفقراء في ألمانيا. كانت الهجمات التي تشنها العصابات المسلحة والسطو والنهب والسوق السوداء شائعة ولم تستطع الشرطة العسكرية مواجهة هذا الوضع الأمني المقلق. لذلك سمح كل من الحلفاء الغربيين بسرعة بتشكيل قوات الشرطة المدنية، بما في ذلك أعداد صغيرة من قوات الشرطة المسلحة، في ألمانيا الغربية وفق شروط تعكس هياكل الشرطة وتقاليدها.
في جميع المناطق الغربية الثلاث، كان التركيز على تحقيق اللامركزية ونزع السلاح وإضفاء الطابع الديمقراطي على الشرطة. تم رفع بعض القيود مع تزايد التوترات في الحرب الباردة واستلزم الأمر بعض مهام الشرطة المركزية بدلاً من الاتجاه المحلي. أصبحت شرطة الولاية هي قوة الشرطة للولايات الاتحادية في الغرب.
أنشأت ألمانيا الشرقية قوة وطنية موحدة في شكل شرطة الشعب الألمانية، ولكن أعيد تنظيمها وفقًا لتنظيم وقواعد الشرطة الألمانية الغربية عند إعادة توحيد ألمانيا في عام 1990.

## تدريب

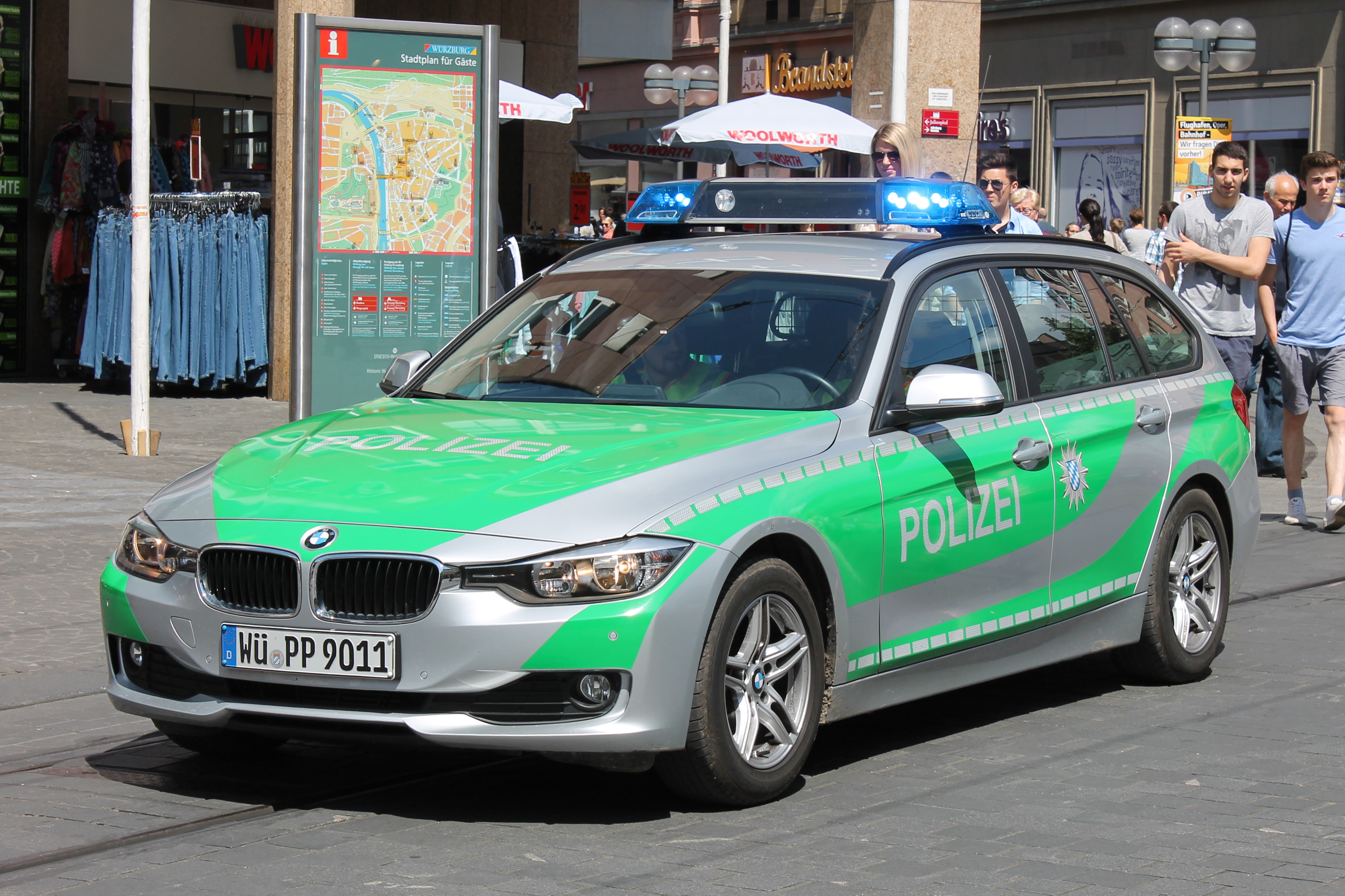
بافاريا سيارة الشرطة من نوع بي إم دبليو في فورتسبورغ

### بعد الحرب العالمية الثانية
من عام 1945 حتى عام 1976، كان لدى مختلف الولايات مجموعة واسعة من الشعارات والرتبة. بالإضافة إلى ذلك، تختلف ألوان الزي الرسمي من الأخضر إلى الأزرق. على سبيل المثال، ارتدى ضباط الصف في شرطة ولاية هامبورغ زيًا أزرق اللون مع شيفرون على النمط البريطاني المقلوب وارتدى رجال شرطة شليسفيغ هولشتاين زيًا أخضر برتبة على نمط الرايخ الثالث. احتفظت بافاريا بقوات شرطة الولاية (Landespolizei) وكذلك قوات شرطة المدينة (Gemeinde / Stadt ، وكميزة خاصة، حصلت على شرطة الحدود الخاصة بها (Bayerische Grenzpolizei). تم ارتداء زيين منفصلين ومتميزين خلال هذا الوقت من قبل شرطة الولاية (الأخضر) وشرطة المدينة (الأزرق). كانت آخر قوة شرطة المدينة في ميونيخ، التي تم دمجها أخيرًا في شرطة الولاية في عام 1975. وكانت هذه المنظمة سائدة أيضًا في ولايات القطاع الأمريكي الأخرى.

### الزي الأخضر
منذ عام 1945، كانت جميع قوات الشرطة الألمانية ترتدي زياً ملونًا مختلفًا، لكن منذ منتصف سبعينيات القرن الماضي ارتدت الشرطة في جميع مدن ألمانيا الغربية وبرلين الغربية الزي الموحد، وهو ما صممه هاينز أوسترجارد في أوائل السبعينيات. يتألف الزي الرسمي من سترة وكنزة ومعطف وغطاء واقي وربطة عنق باللون الأخضر الفاتح وبنطلونوكنزة صوفية وسترة كارديجان باللون البيج البني وقميص (كم طويل وقصير) بلون أصفر مثل الخيزران. كانت الأحذية والبساطير والحافظات والسترات الجلدية وغيرها من المعدات الجلدية سوداء. كانت القفازات الجلدية مزروعة بالزيتون. كانت الاستثناءات أغطية رأس بيضاء يرتديها Verkehrspolizei، أو شرطة المرور. كان يرتدي Verkehrspolizei قفازات بيضاء، والسترات والمعاطف كانت أثناء تنظيم المرور والواجبات الاحتفالية (مثل الحافظات البيضاء والعتاد الجلدي). في بعض الولايات، كان جميع الضباط يرتدون قبعات واقية ذات قمم بيضاء بشكل عام. كان Wasserschutzpolizei يرتدي زياً ذا تصميم مختلف قليلاً. كانوا يرتدون سترات داكنة أو زرقاء داكنة، وكان القميص أبيضًا. وارتدى BGS الزي الأخضر مع قميص من الخيزران الأصفر. بعد إعادة توحيد ألمانيا، تم تقسيم Volkspolizei إلى Landespolizei وتحولت إلى الزي الرسمي. خلال الفترة الانتقالية، كانوا لا يزالون يرتدون زيهم القديم ولكن مع الأكمام على النمط الغربي وشعارات على القبعات.

### الزي الأزرق
بدءًا من عام 2005، بدأت عملية تغيير بطيئة، حيث انتقل من الزي الأخضر إلى الزي الأزرق المعترف به دوليًا. كانت هامبورغ أول ولاية تحولت إلى زي أزرق. واحدة تلو الأخرى، حذت الولايات الأخرى حذوها. كانت شرطة ولاية بافاريا هي الوحيدة التي كانت ترتدي الزي الرسمي القديم. أعلنت السلطات البافارية أنها ستتحول لارتداء الزي الأزرق على غرار زي الشرطة النمساوية الحالي بحلول نهاية عام 2016. 

## استثناءات
و Bundeskriminalamt (BKA - مكتب الشرطة الجنائية الألمانية الاتحادية) و الشرطة الاتحادية (BPOL - الشرطة الاتحادية، والمعروفة سابقا باسم Bundesgrenzschutz / BGS) هي المؤسسات الاتحادية التي ليست جزءا من Landespolizei. الشرطة الأخرى هي البوليزيم بيم دويتشن بوندستاغ (الشرطة في البوندستاغ).

## روابط خارجية
- Polizei.de (بالألمانية)